# Аракарі червонодзьобий
Аракарі червонодзьобий (Pteroglossus frantzii) — вид дятлоподібних птахів родини туканових (Ramphastidae).

## Назва
Вид названо на честь німецького натураліста Олександра фон Франціуса (1821—1877).

## Поширення
Вид поширений вздовж тихоокеанського узбережжя на півдні Коста-Рики та на заході Панами. Мешкає в тропічному вологому лісі.

## Спосіб життя
Живе під пологом лісу. Гніздиться в дуплах або на гілках дерев. Харчується плодами, безхребетними та дрібними хребетними.